# Dajana Cahill
Dajana Cahill (Brisbane, 4 agosto 1989) è un'attrice australiana, meglio conosciuta per il suo ruolo nella serie televisiva Perché a me?.

## Carriera
Dajana Cahill inizia la propria carriera come attrice al Film and Television Studio International, dove studia recitazione con il suo coach Craig McMahon. Successivamente, tra il 2006 e il 2007 interpreta, in Perché a me?, il ruolo di Layla Fry, che infastidisce la sorella minore Taylor (interpretata da Marny Kennedy) in quasi ogni episodio.
È apparsa anche nella seconda stagione di Sea Patrol nella parte di Carly Walsman e in un episodio di H2O nel 2008, dove interpreta Cindy, la leader della squadra di pallavolo che gioca contro le sirene.
Nel 2009, Dajana Cahill lascia Brighton, sobborgo di Melbourne, e si trasferisce a Los Angeles.

## Filmografia

### Televisione
- Perché a me? (Mortified) – serie TV, 26 episodi (2006-2007)
- H2O (H2O: Just Add Water) – serie TV, episodio 2x22 (2008)
- Sea Patrol – serie TV, 4 episodi (2008)

## Doppiatrici italiane
Nelle versioni in italiano dei suoi film, Dajana Cahill è stata doppiata da:
- Federica De Bortoli in Perché a me?.